# Provincia di Balkh
Balkh è una provincia dell'Afghanistan di 1 239 626 abitanti, che ha come capoluogo Mazar-i Sharif. Prende il nome dall'antica città e sito archeologico di Balkh.

## Geografia
Confina con il Turkmenistan (provincia di Lebap), l'Uzbekistan (regione di Surxondaryo) e il Tagikistan (provincia di Khatlon) a nord e con le province di Konduz a est, di Samangan a sud-est, di Sar-e Pol a sud-ovest e di Jowzjan a ovest.

## Suddivisioni amministrative

Distretti di Balkh.

La provincia è suddivisa in quindici distretti:
- Balkh
- Chahar Bolak
- Chahar Kint
- Chimtal
- Dawlatabad
- Dihdadi
- Kaldar
- Khulmi
- Kishindih
- Marmul
- Mazar-e Sharif
- Nahri Shahi
- Sholgara
- Shortepa
- Zari